# Jan van Lieshout
Joannes (Jan) van Lieshout (Eindhoven, 20 februari 1836 - Eindhoven, 9 juli 1919) is een voormalig wethouder van de Nederlandse stad Eindhoven. 
Van Lieshout was raadslid van de gemeente Eindhoven van 1879 tot 1915 en had als wethouder van de gemeente Eindhoven van 1888 tot 1909 de verantwoordelijkheid voor de portefeuilles van onderwijs, sociale zaken en culturele zaken. Hij trok zich in 1909 als wethouder terug omdat hij zich niet kon verenigen met de schoolpolitiek. 
Hij heeft zich levenslang ingezet voor liefdadigheid in Eindhoven, onder andere als president van het R.K. Armbestuur.
Van Lieshout werd geboren als zoon van Joost (Judocus) van Lieshout en Elisabeth van de Wiel. Hij trouwde te Eindhoven op 4 februari 1864 met Johanna Margaretha Spoorenberg.

## Trivia
Naamgever van de Jan van Lieshoutstraat te Eindhoven.